# بیلی رابینسون (بازیکن فوتبال اهل انگلستان)
بیلی رابینسون (انگلیسی: Billy Robinson; ۲۴ اوت ۱۹۰۳ – 1973) بازیکن فوتبال اهل بریتانیا بود.
از باشگاه‌هایی که در آن بازی کرده‌است می‌توان به باشگاه فوتبال کارلایل یونایتد، باشگاه فوتبال تورکی یونایتد، باشگاه فوتبال ساوتند یونایتد، و باشگاه فوتبال دارلینگتون اشاره کرد.